# Haapsalu
Haapsalu (en allemand, anciennement Hapsal ; prononcer en français « Hapsaloux ») est une ville de la côte Ouest de l'Estonie, dans le comté de Lääne. En 2004, la population est de 11 876 habitants. Elle est surnommée la Venise de la Baltique et demeure une station balnéaire prisée par les touristes.

## Histoire

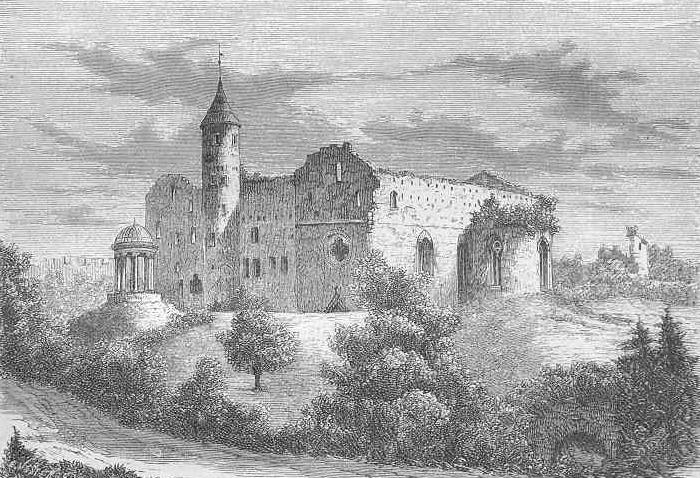
Le château en 1889.

La ville a été fondée entre 1260 et 1270, sous le nom suédois d’Hapsal, dénomination qu'elle conservera jusqu'à l'indépendance de l'Estonie en 1918. Elle était une importante mission de l'évêque suédois de l'île d'Oesel-Wiek, jusqu'à la Réforme protestante et fut érigée en ville diocésaine. Les premières chartes datent de 1279 et le château d'Hapsal, lieu de résidence de l'évêque, fut construit à cette époque. La ville fut alors colonisée par les Allemands, les Danois et les Suédois (qui émigrèrent tous après la Seconde Guerre mondiale).
Elle fut visitée par Pierre le Grand en 1715 et entra dans l'Empire russe, vainqueur de la Suède, en 1721. Elle fit partie du gouvernement de Reval, renommé gouvernement d'Estland en 1796 et était un chef-lieu de district.
Elle était réputée pour ses bains de boue et fut un lieu de villégiature de l'aristocratie pétersbourgeoise. Piotr Ilitch Tchaïkovski et Nicolas Roerich y vinrent en vacances et fréquentèrent le Kuursaal, construit en 1898. La ville est célèbre pour ses jolies villas Jugendstil. La gare Art Nouveau, construite en 1907, reliait Hapsal à Saint-Pétersbourg. Elle est aujourd'hui un musée.

## Démographie
| 1782 | 1881  | 1897  | 1922  | 1934  |
| ---- | ----- | ----- | ----- | ----- |
| 600  | 2 700 | 3 000 | 4 300 | 4 600 |

| 1959  | 1969   | 1980   | 1989   | 2000   |
| ----- | ------ | ------ | ------ | ------ |
| 8 600 | 10 500 | 13 600 | 14 600 | 12 100 |

| 2008   | 2010   | 2011   | 2017  | 2020  |
| ------ | ------ | ------ | ----- | ----- |
| 11 702 | 11 618 | 10 251 | 9 946 | 9 513 |

| 2021  | 2023  | - | - | - |
| ----- | ----- | - | - | - |
| 9 595 | 9 812 | - | - | - |

## Transports
La route nationale 9 en provenance de Tallinn par Saue se termine au port de Rohuküla à Haapsalu, d'où il y a une liaison par traversier vers Hiiumaa et Vormsi.
En 1905, le chemin de fer vers Tallinn fut achevé depuis Haapsalu.
La voie ferrée reliant Haapsalu à Riisipere a été démantelée en 2004, lorsqu'un entrepreneur privé qui avait acheté la voie ferrée pour 300 euros dans les années 1990 a vendu les rails. Au lieu du chemin de fer, il existe une piste cyclable de 53 kilomètres appeléeTervise tee.
L'ancienne gare ferroviaire abrite désormais un musée. 
Il n’y a pas de gare routière dans la ville.

## Jumelage
- Rendsburg (Allemagne) depuis 1989[9]
- Hanko (Finlande) depuis 1992
- Haninge  (Suède) depuis 1998
- Loviisa (Finlande) depuis 2000
- Greve in Chianti (Italie) depuis 2002
- Ouman (Ukraine) depuis 2003
- Fundão (Portugal) depuis 2004
- Eskilstuna (Suède) depuis 2005[10]
- Bethleem (Palestine) depuis 2010[11]

## Personnalités liées à la ville
Haapsalu est la ville natale :
- du compositeur estonien Cyrillus Kreek (1889-1962).
- du général germano-balte de l'Empire russe, Paul von Prittwitz (1791-1856).
- du prince Alexandre Gortchakov (1798-1883), ministre des Affaires étrangères et chancelier de l'Empire.
- de Ferdinand Wiedemann (1805-1887), linguiste germano-balte.
- de Fred von Hoerschelmann (1901-1976) écrivain allemand.
- de Kaia Kanepi (1985), joueuse de tennis estonienne.

Un certain nombre d'escrimeurs de haut niveau sont originaires de Haapsalu, formés au club local En Garde, fondé par le maître d'armes Endel Nelis, dont les plus notables sont :
- Nikolai Novosjolov (1980) double champion du monde estonien.
- Katrina Lehis (1994) championne olympique par équipes et médaillée de bronze olympique en individuel estonienne.
- Kaido Kaaberma (1968), multiple médaillé mondial et européen estonien.

## Dans la Culture
Piotr Ilitch Tchaïkovski a composé en 1867 l'œuvre pour piano Souvenir de Hapsal, op. 2.

## Galerie

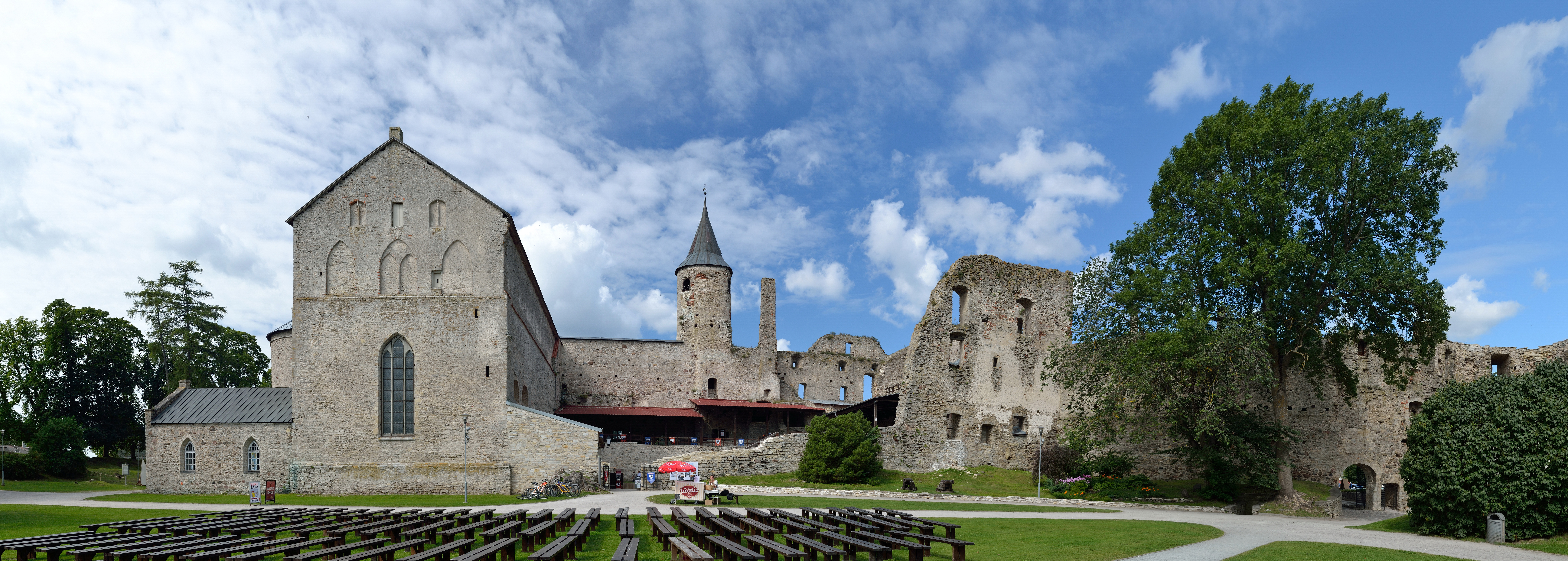
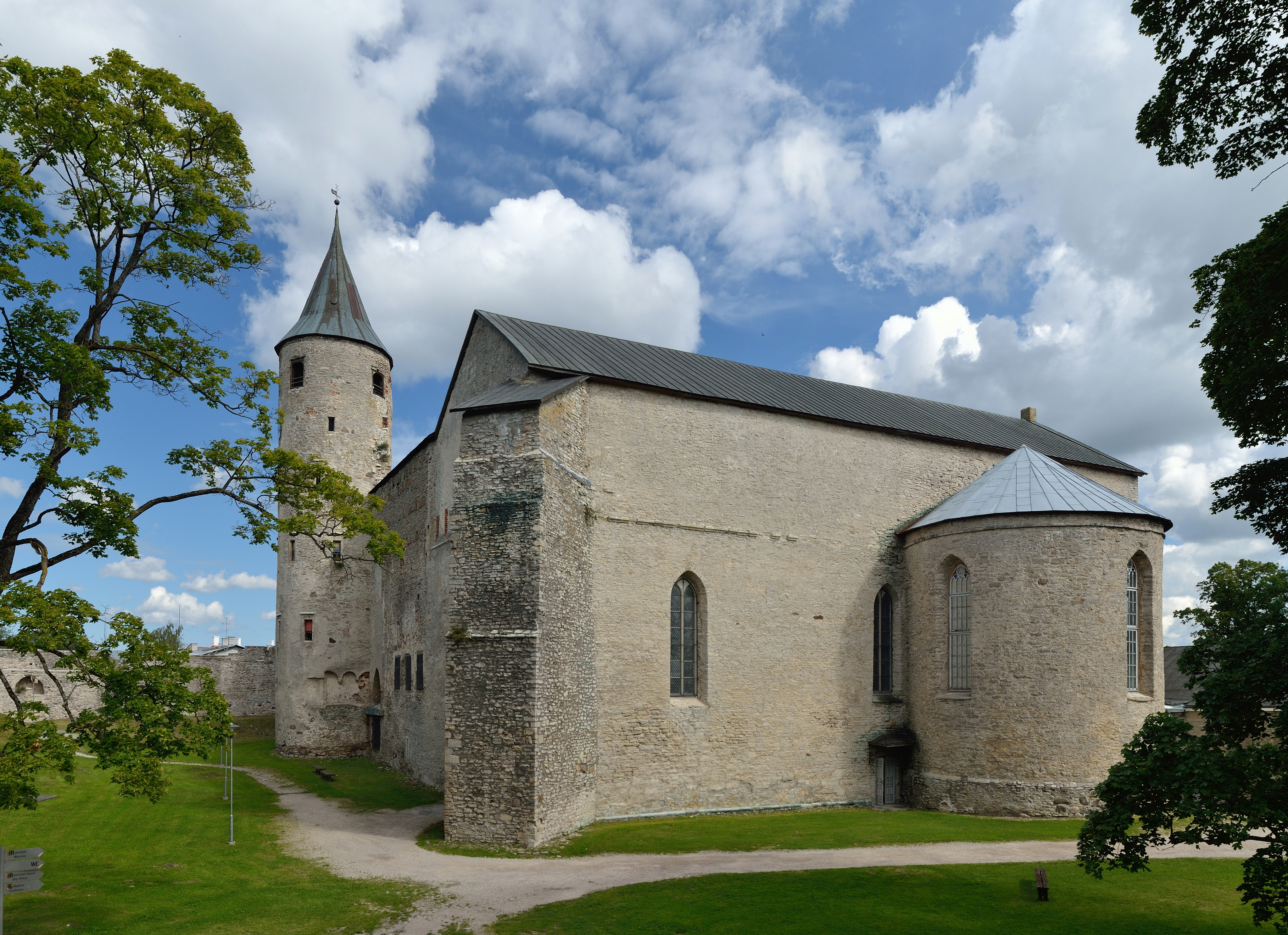
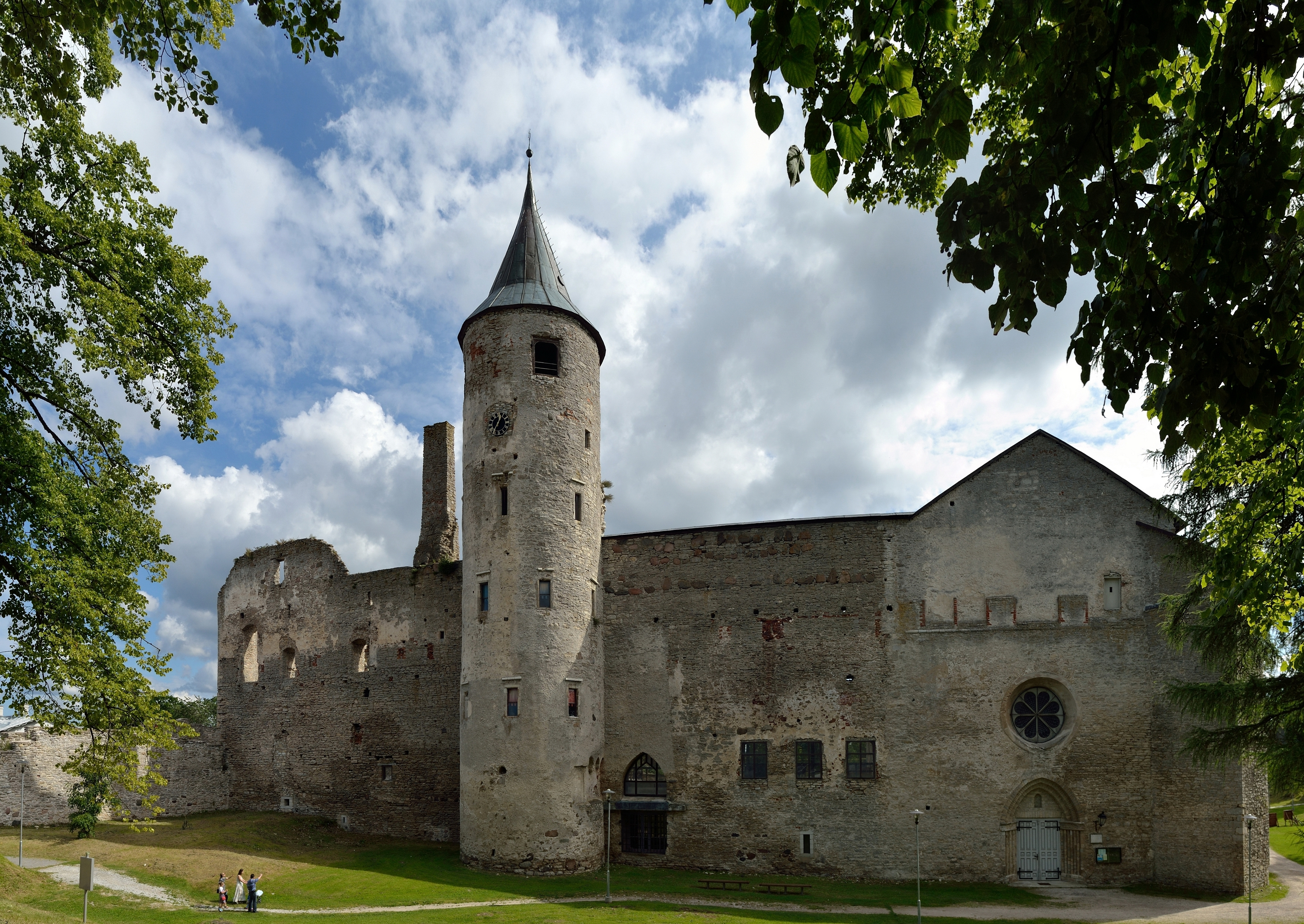
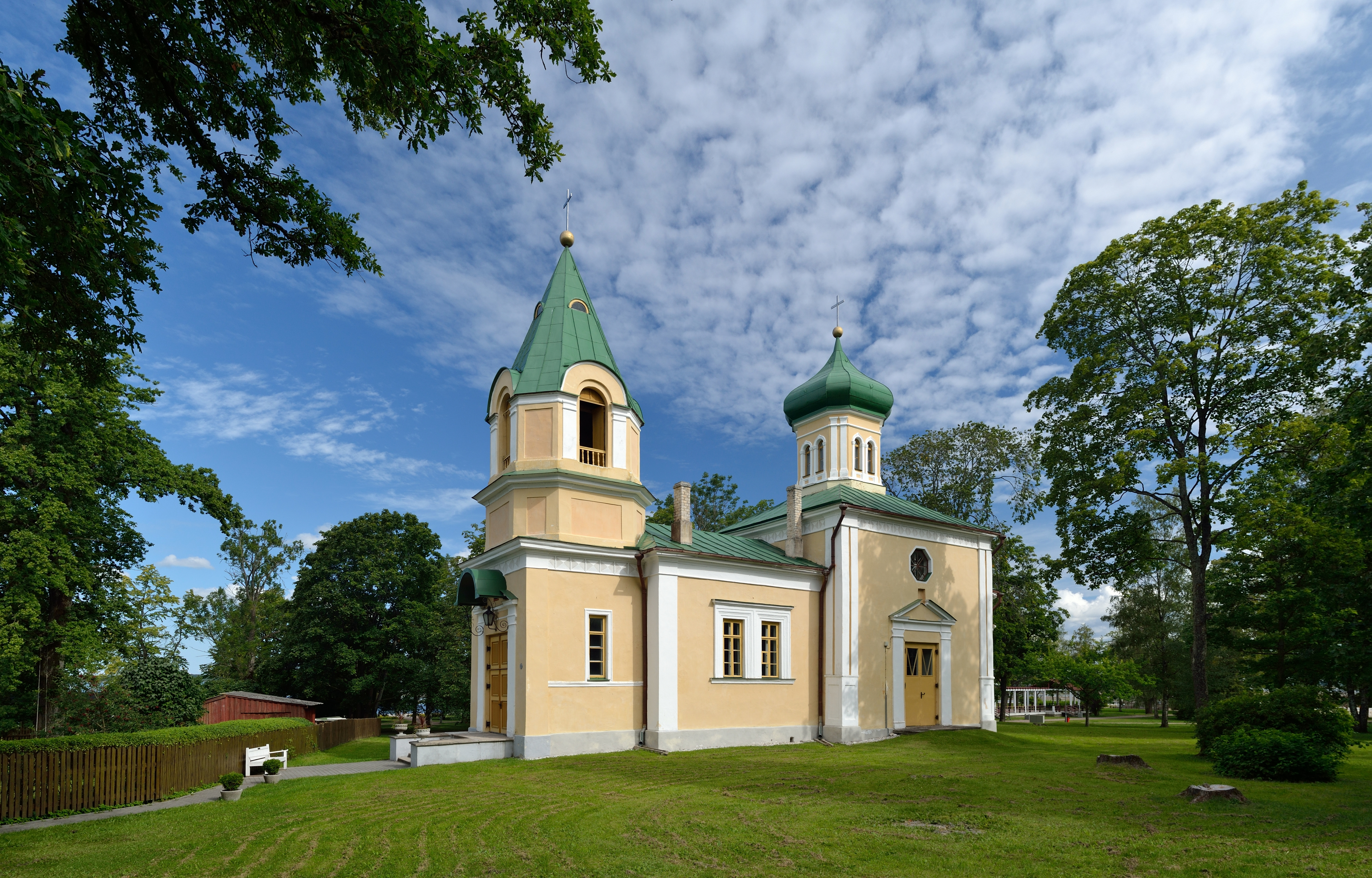
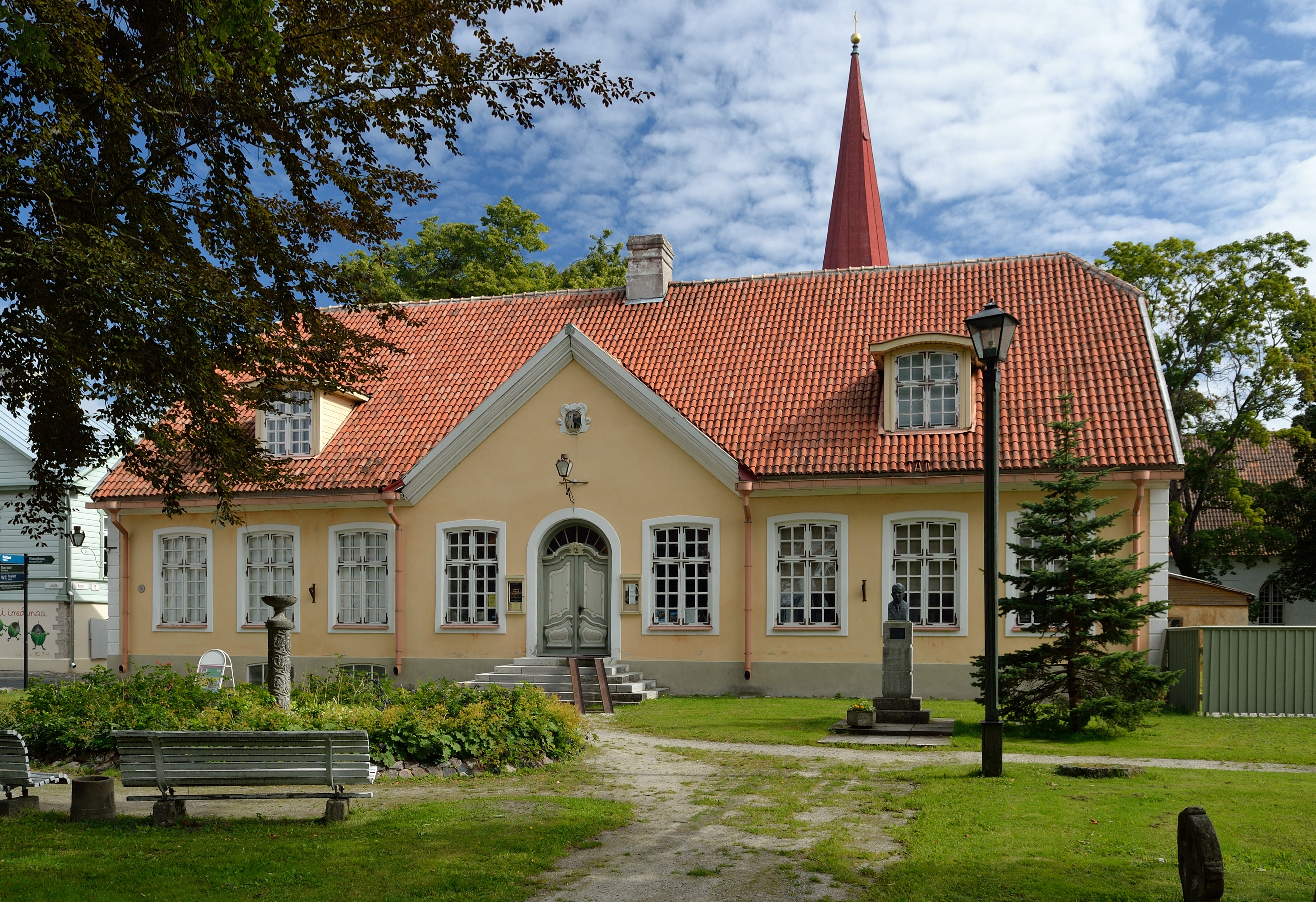
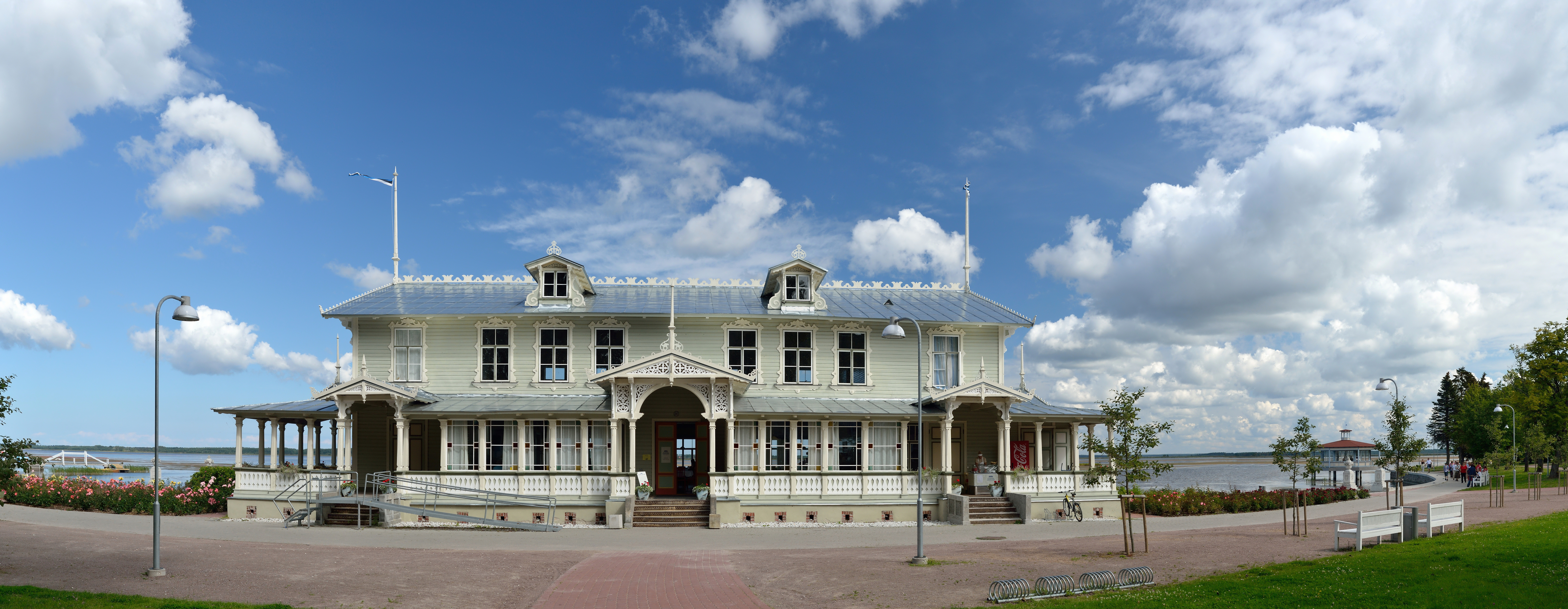
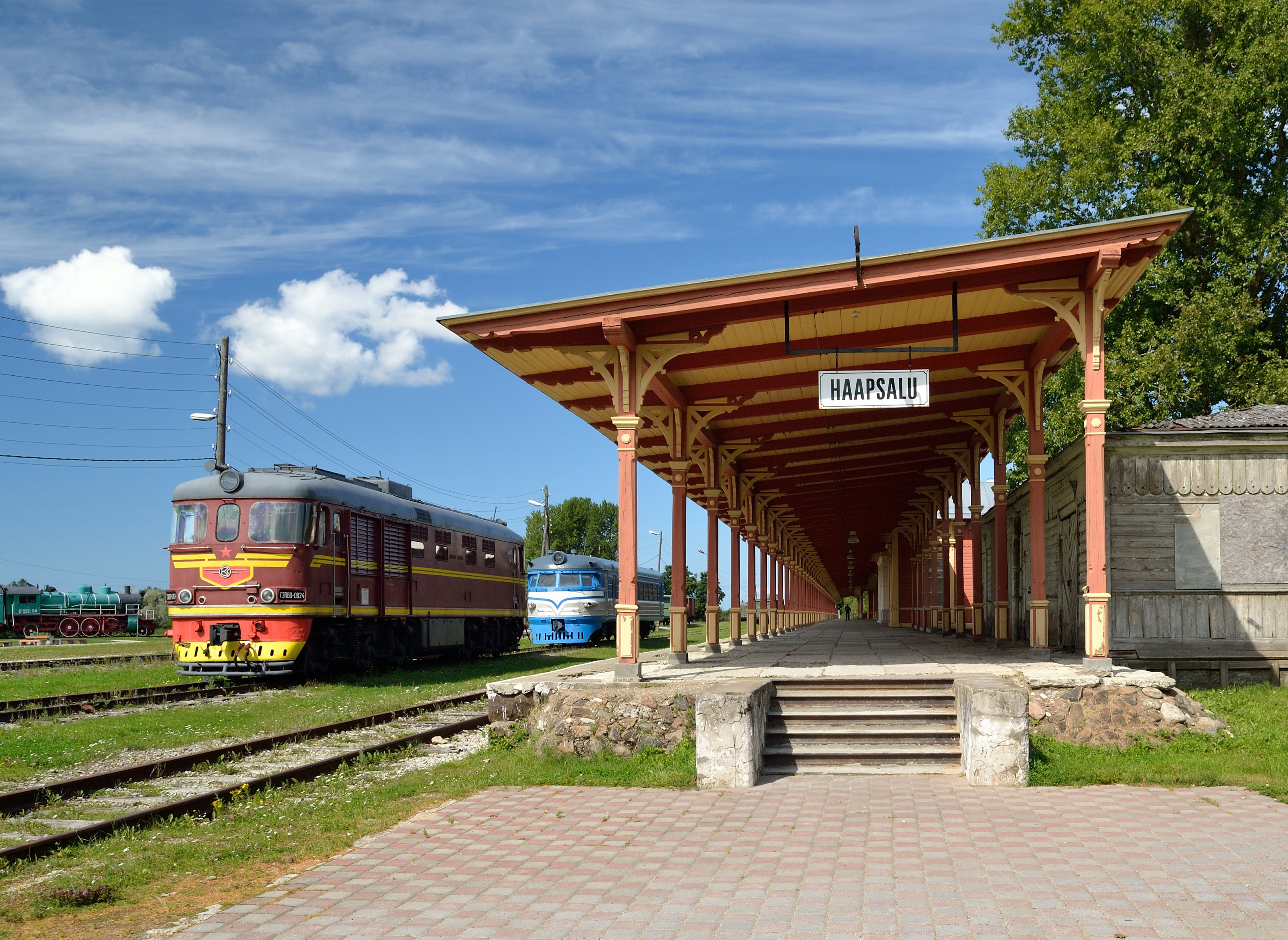
L'ancienne gare.
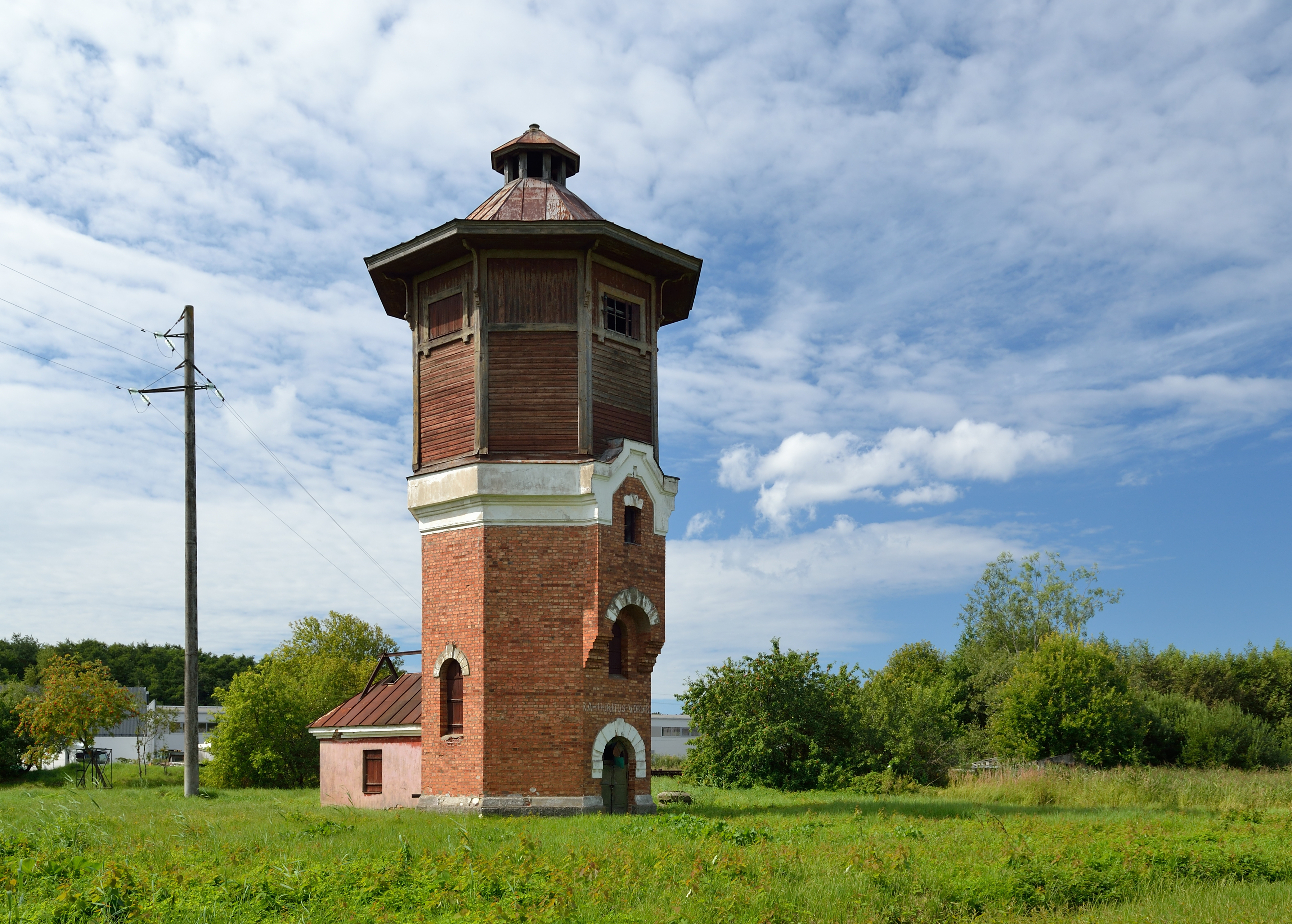
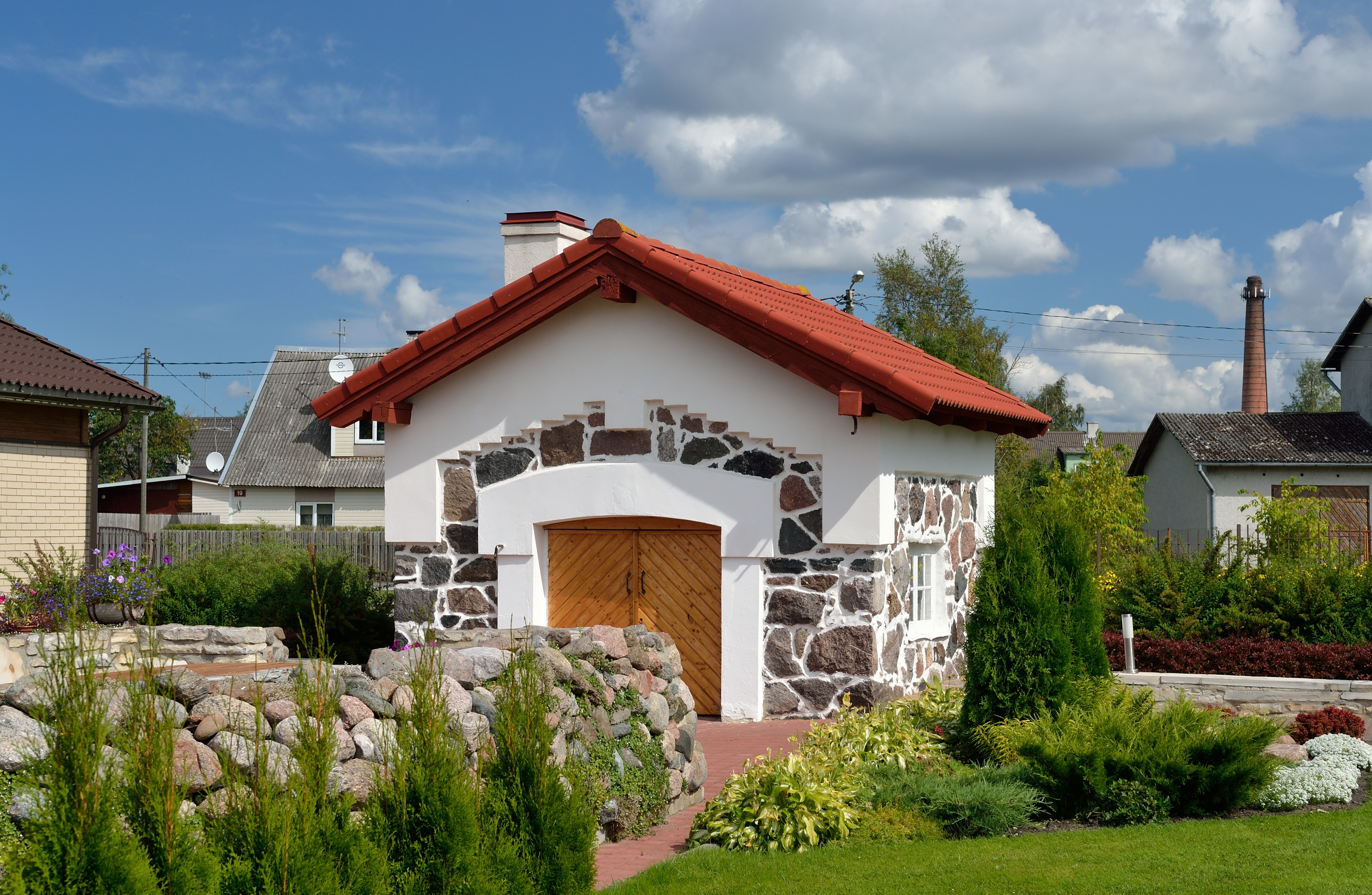
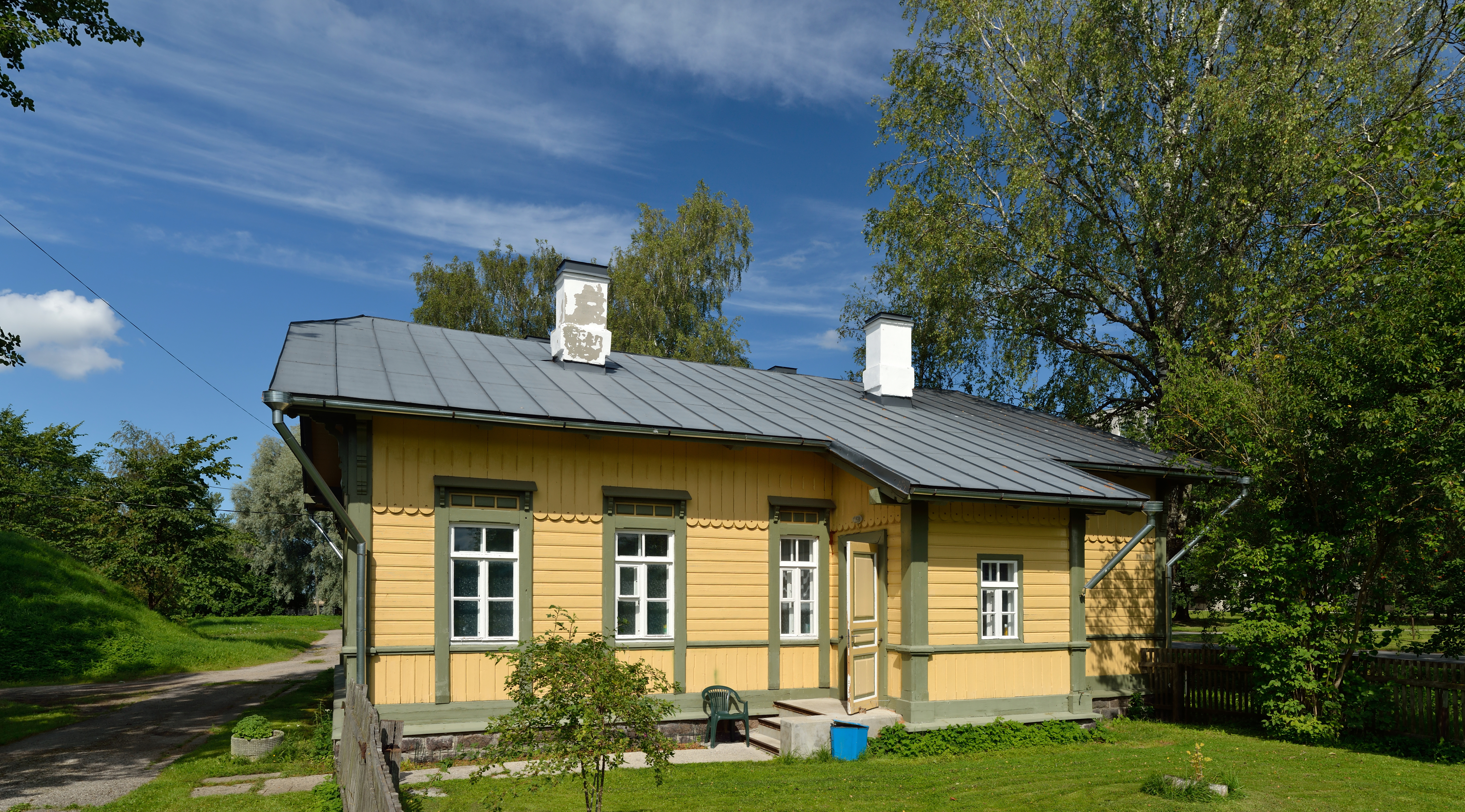
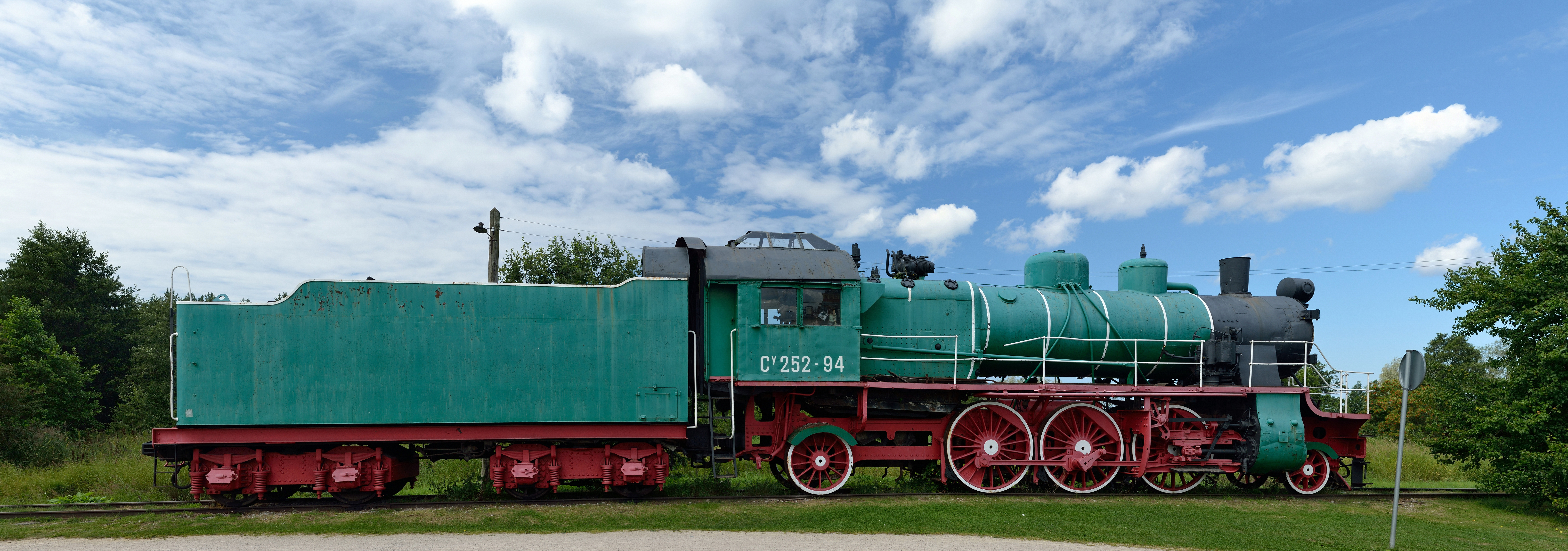